# Italiano medio
La locuzione italiano medio indica generalmente la figura di un abitante dell'Italia le cui condizioni socio-economiche e culturali lo collocano, appunto, nella cosiddetta e supposta media nazionale.

## Descrizione
L'espressione era in voga soprattutto negli anni sessanta, all'epoca del boom economico che creava una sorta di nuova classe sociale, quella del piccolo borghese benestante ma non troppo, comunque sempre pronto a commiserarsi e brontolare per le presunte angherie e ingiustizie derivanti dall'operato della classe dirigente, economica o politica.
Con il passare del tempo l'espressione ha assunto una connotazione peggiorativa, passando a indicare un personaggio indistinto la cui mediocrità riassume vizi, errori e difetti che gli italiani sono soliti attribuirsi, come, ad esempio, il cinismo e qualunquismo nel giudizio politico, il perseguimento dell'interesse familistico che fa premio sul senso civico, o l'espressione di forme di anarchismo anti-stato.
Un'altra connotazione diversa di questa espressione che ha assunto negli ultimi tempi è quella del "tipico" italiano di estrazione culturale medio-bassa che mostra un disinteressamento alle questioni critiche di interesse nazionale, scarse capacità in rapporto al lavoro e al proprio ruolo in società, interessato nel quotidiano perlopiù al divertimento e a questioni di poco conto quali il calcio, varietà televisivi, programmi comici leggeri, quiz con domande poco difficili, notiziari mondani e film da cassetta, dimostrando in genere una forte influenzabilità da parte della cultura di massa.

## Nella cultura di massa
La figura dell'italiano medio è stata usata in diverse opere letterarie e cinematografiche del secondo dopoguerra per definire quella che è diventata una sorta di topos. Celebri interpretazioni dell'italiano medio furono date nel filone cinematografico della cosiddetta commedia all'italiana, tra cui, in particolare, quelle legate ai nomi di Ugo Tognazzi, Alberto Sordi, Enrico Montesano e Paolo Villaggio, quest'ultimo nei panni del ragioniere Ugo Fantozzi.
Nel 2003 gli Articolo 31 hanno dedicato alla figura dell'italiano medio una canzone, intitolata appunto L'italiano medio, inserita nell'eponimo album. 
Italiano medio è inoltre il titolo di un film del 2015 di Maccio Capatonda, che tratta in chiave farsesca proprio dei vizi italici del tempo.

## Galleria d'immagini

Paolo Villaggio interpreta il personaggio di Ugo Fantozzi, una delle maschere dell'italiano medio
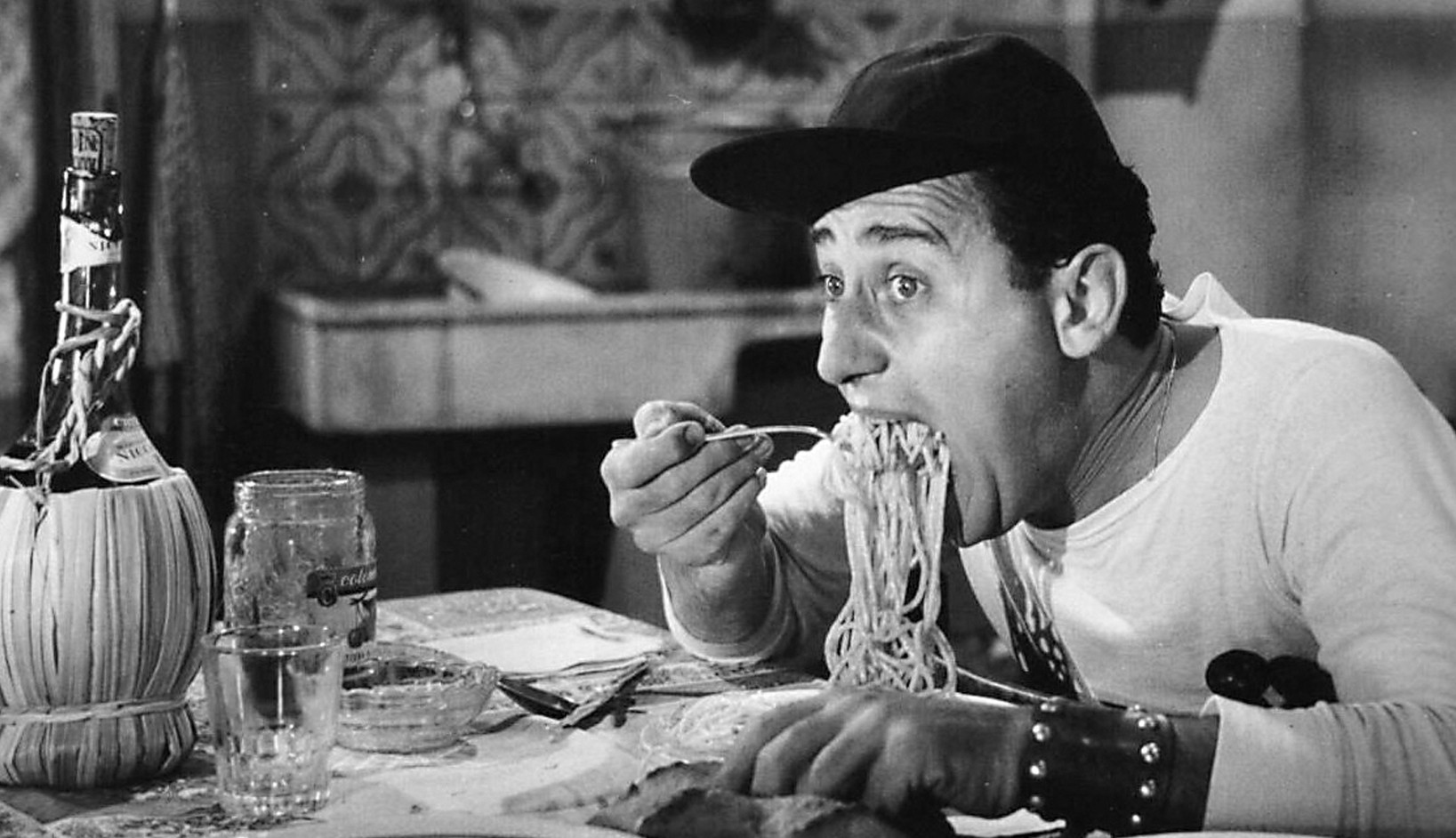
Alberto Sordi ha spesso interpretato il concetto dell'italiano medio
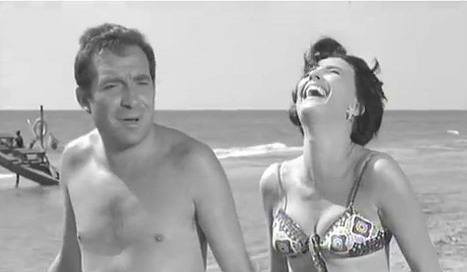
Ugo Tognazzi (che ha spesso interpretato il concetto dell'italiano medio) e Ilaria Occhini ne Il mantenuto (1961)
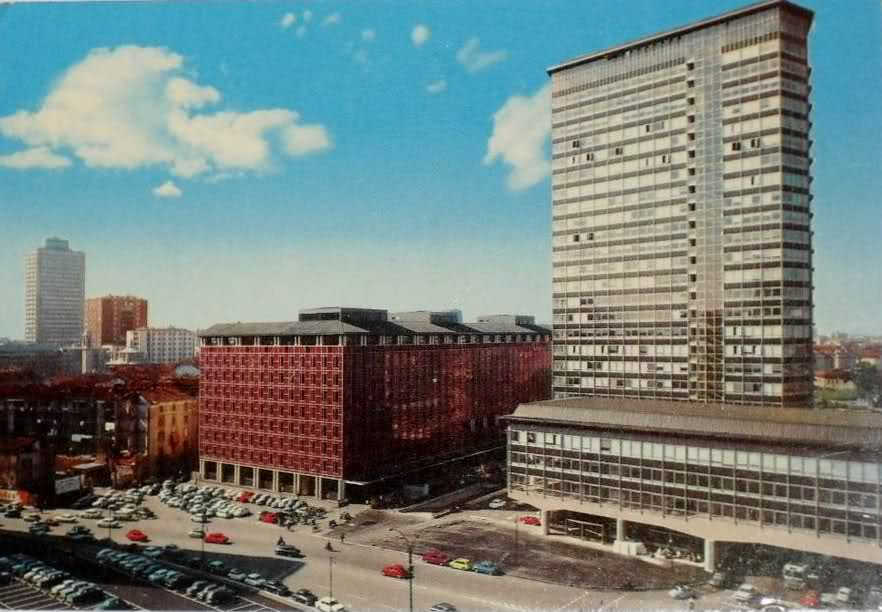
Grattacieli e grandi palazzi, come quello del Centro Direzionale di Milano, rappresentano iconograficamente il miracolo economico italiano
Enrico Montesano (che ha spesso interpretato il concetto dell'italiano medio) e Nino Manfredi ne Il tenente dei carabinieri (1986)
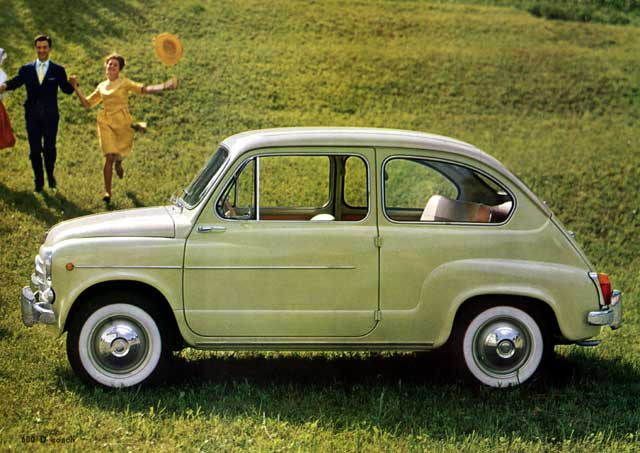
La Fiat 600, un simbolo del boom economico degli anni 60 e che l'italiano medio di quegli anni generalmente possedeva